# Biskupi Ascoli Piceno
Biskupi Ascoli Piceno – lista biskupów diecezjalnych włoskiej diecezji Ascoli Piceno. Pierwszym biskupem tego miasta był św. Emidiusz (zm. ok. 303/309).

## Biskupi diecezjalni
- Emmone (1005–1035)
- Bernardo [I] (objął urząd w 1036)
- Bernardo [II] (1045–1069)
- Stefano (objął urząd w 1069)
- Giovanni (1071–1092)
- Alberico (1097–1104)
- Presbitero (1126–1165)
- Trasmondo (1176–1179)
- Gisone (1179–1181)
- Rinaldo [I] (1184–1198)
- Rinaldo [II] (1205–1208)
- Pietro [I] (1208–1222)
- Altegruno (1222–1223)
- Nicolò (1223–1226)
- Pietro [II] (objął urząd w 1228)
- Marcellino Albergotti Beltrami (1230–1236)
- Teodorino (1238–1259)
- Rinaldo OFM (1259–1285)
- Bongiovanni (1285–1312)
- Boninsegna (1312–1317)
- Rinaldo (1317–1343)
- Isacco Bindi OSB (1344–1353; ponownie 1356–1358)
- Paolo Rainaldi (1353–1356)
- Enrico de Sessa (1358–1362)
- Vitale da Bologna OSM (1362–1363)
- Agapito Colonna (1363–1369)
- Giovanni Acquaviva (1369–1374)
- Pietro Torricella (1374–1385)
- Antonio Arcioni (1387–1390; ponownie 1399–1405)
- Tommaso Pierleoni (1390–1391)
- Pietro [III] (1391–1397)
- Benedetto Pasquarelli OESA (1398–1399)
- Leonardo Fisici (1405–1406)
- Giovanni Firmoni (1406–1412)
- Nardino Vanni (1412–1419)
- Pietro Liberotti (1419–1422)
- Paolo Alberti OFM (1422–1438)
- Pietro Sforza OFM (1438–1441)
- Valentin Narnia (1442–1447)
- Angelo Capranica (1447–1450)
- Francesco Monaldeschi (1450–1461)
- Pietro de Valle (1461–1463)
- Prospero Caffarelli (1463–1500)
- Lorenzo Fieschi (1510–1512)
- Girolamo Ghinucci (1512–1518)
- Filos Roverella (1518–1550)
- Lattanzio Roverella (1550–1566)
- Pietro Camaiani (1566–1579)
- Niccolò Aragonio (1579–1586)
- Girolamo Bernerio OP (1586–1605)
- Sigismondo Donati (1605–1641)
- Giulio Gabrielli (1642–1668)
- Filippo de Monti (1670–1680)
- Giuseppe Sallustio Fadulfi (1685–1699)
- Giovanni Giuseppe Bonaventura (1699–1709)
- Giovanni Gambi (1710–1726)
- Gregorio Lauri (1726–1728)
- Paolo Tommaso Marana OSB (1728–1755)
- Pietro Paolo Leonardi (1755–1792)
- Giovanni Andrea Archetti (1795–1805)
- Giovanni Francesco Capelletti (1806–1831)
- Gregorio Zelli OSB (1832–1855)
- Carlo Belgrado (1855–1860)
- Elia Antonio Alberini OCD (1860–1876)
- Amilcare Malagola (1876–1877)
- Bartolomeo Ortolani (1877–1910)
- Apollonio Maggio (1910–1927)
- Ludovico Cattaneo OScCA (1928–1936)
- Ambrogio Squintani (1936–1956)
- Marcello Morgante (1957–1991)
- Pier Luigi Mazzoni (1991–1997)
- Silvano Montevecchi (1997–2013)
- Giovanni D’Ercole FDP (2014–2020)
- Gianpiero Palmieri (od 2021)